# Михайловка (Курганская область)
Михайловка — деревня в Щучанском районе Курганской области. Входит в состав Пуктышского сельсовета.

## География
Михайловка расположена на границе с Челябинской областью в живописном месте, в окружении озёр и болот Польское, Червивое, Ханькалово, Денисово, Большие Каи, Большие и Малые Лапташи, Лукино, Тобол, Орлино, Денисово и других. Расстояние до районного центра 37 км. Автобусное сообщение отсутствует.

## История
Основана деревня после 1861 года.
Первые жители Михайловки были беглецами из горнозаводского населения Усть Катавских заводов и крестьян Ирбитского уезда. Первоначально селение располагалось у урочища Согры . Но из-за частых весенних затоплений жители перебрались к северному берегу озера Польское.
В начале XX века к ним присоединились переселенцы из Пермской губернии (в том числе и из коми-пермяков.) В двадцатые и тридцатые годы — семьи раскулаченных и переселенцев с Украины. Во второй половине XX века среди приезжающих в активно развивающееся хозяйство были заметны татаро-башкирские семьи.
До 1917 года входила в состав Чумлякской волости Челябинского уезда Оренбургской губернии. По данным на 1926 год состояла из 90 хозяйств. В административном отношении входила в состав Никитинского сельсовета Щучанского района Челябинского округа Уральской области.
В первой половине XX века на территории нынешней Михайловки проходила административная граница Галкинского (Песчанского) и Щучанского районов Челябинской области . Часть нынешней деревни — ныне ул. Скимка и Ханькалово (тогда д. Новопольская) относились к Щучанскому району. А собственно д. Михайловка и д. Красное Знамя (существовавшая тогда у озера Лапташи) к Галкинскому району.
С образованием Курганской области деревня вошла в её состав.
В недавнем советском прошлом . Михайловка являлась центральной усадьбой колхоза «Урал», зерновой и мясо-молочной направленности. Второй бригадой колхоза «Урал» была д. Никитино.
По переписи 1989 года общее население деревни насчитывало 379 жителей, сейчас фактически порядка 80 человек. В населённом пункте имеется клуб-библиотека, магазин.

## Население
| 1989 | 2002 | 2010 |
| ---- | ---- | ---- |
| 379  | ↘230 | ↘136 |

По данным переписи 1926 года а деревне проживало 492 человека (249 мужчин и 243 женщины), в том числе: русские составляли 100 % населения.